# Rasivaara
Rasivaara är en kulle i Finland. Den ligger i Kuhmo och landskapet Kajanaland, i den östra delen av landet, 500 km nordost om huvudstaden Helsingfors. Toppen på Rasivaara är 291 meter över havet.
Terrängen runt Rasivaara är huvudsakligen platt.  Trakten runt Rasivaara är nära nog obefolkad, med mindre än två invånare per kvadratkilometer. I omgivningarna runt Rasivaara växer i huvudsak barrskog.